# Aubusson (Creuse)
Pour les articles homonymes, voir Aubusson (homonymie).
Aubusson est une commune française située dans le département de la Creuse, en région Nouvelle-Aquitaine.
La ville est la sous-préfecture du département et le chef-lieu du canton d'Aubusson. En nombre d'habitants, elle est la troisième ville du département après Guéret et La Souterraine.
Elle est réputée pour ses tapisseries.

## Géographie

### Localisation
Aubusson est située dans le sud du département de la Creuse, à l'extrémité nord-est du plateau de Millevaches.
La commune est à 5,1 km de Blessac, 5,3 de Alleyrat, et 90 de Limoges.
| Alleyrat              | Saint-Maixant                       | Saint-Amand                          |
| Blessac               | Aubusson                            | Saint-Alpinien Saint-Pardoux-le-Neuf |
| Saint-Marc-à-Frongier | Saint-Quentin-la-Chabanne, Felletin | Moutier-Rozeille                     |

### Géologie et relief
- Bois de Châtres.
- Forêt de Blessac.
- Plateau de Millevaches.
- Carte de l'occupation des sols de Aubusson sur le Géoportail de l'ARB Nouvelle-Aquitaine : Entités paysagères :

Territoire communal : Occupation du sol (Corinne Land Cover) ; Cours d'eau (BD Carthage),
Géologie : Carte géologique ; Coupes géologiques et techniques,
 Hydrogéologie : Masses d'eau souterraine ; BD Lisa ; Cartes piézométriques.
- Carte des paysages

### Hydrographie et les eaux souterraines
Arrosée par la Creuse et la Beauze, son affluent, la ville est traversée par l'ancienne N 141 (Clermont-Limoges-Saintes).

### Climat
Pour des articles plus généraux, voir Climat de la Nouvelle-Aquitaine et Climat de la Creuse.
Historiquement, la commune est exposée à un climat montagnard.  
En 2020, Météo-France publie une typologie des climats de la France métropolitaine dans laquelle la commune est exposée à un climat de montagne et est dans la région climatique Ouest et nord-ouest du Massif Central, caractérisée par une pluviométrie annuelle de 900 à 1 500 mm, maximale en automne et en hiver.
Pour la période 1971-2000, la température annuelle moyenne est de 10,2 °C, avec  une amplitude thermique annuelle de 15 °C. Le cumul annuel moyen de précipitations est de 974 mm, avec 12,2 jours de précipitations en janvier et 7,5 jours en juillet. Pour la période 1991-2020, la température moyenne annuelle observée sur la station météorologique installée sur la commune est de 10,1 °C et le cumul annuel moyen de précipitations est de 939,1 mm,. Pour l'avenir, les paramètres climatiques de la commune estimés pour 2050 selon différents scénarios d’émission de gaz à effet de serre sont consultables sur un site dédié publié par Météo-France en novembre 2022.
| Mois                                  | jan.           | fév.           | mars          | avril         | mai           | juin          | jui.          | août            | sep.          | oct.            | nov.           | déc.          | année     |
| ------------------------------------- | -------------- | -------------- | ------------- | ------------- | ------------- | ------------- | ------------- | --------------- | ------------- | --------------- | -------------- | ------------- | --------- |
| Température minimale moyenne (°C)     | −1,2           | −1,7           | 0,2           | 2,2           | 5,8           | 9,3           | 10,8          | 10,4            | 7             | 5,2             | 1,5            | −0,6          | 4,1       |
| Température moyenne (°C)              | 3,1            | 3,4            | 6,3           | 8,7           | 12,4          | 16            | 17,9          | 17,8            | 14,1          | 11              | 6,4            | 3,7           | 10,1      |
| Température maximale moyenne (°C)     | 7,4            | 8,5            | 12,3          | 15,1          | 19            | 22,7          | 25            | 25,2            | 21,2          | 16,8            | 11,2           | 8             | 16        |
| Record de froid (°C) date du record   | −16,1 13.01.03 | −20,5 07.02.12 | −21 01.03.05  | −8,2 08.04.21 | −2,8 03.05.21 | −0,8 03.06.06 | 2 17.07.00    | −0,1 29.08.1998 | −3 14.09.1996 | −9,6 29.10.1997 | −14 23.11.1993 | −16 15.12.01  | −21 2005  |
| Record de chaleur (°C) date du record | 21,9 28.01.24  | 24,4 27.02.19  | 26,4 30.03.21 | 28,6 30.04.05 | 32,3 28.05.17 | 38,3 26.06.19 | 39,6 23.07.19 | 39,7 18.08.12   | 37,2 04.09.23 | 34 08.10.23     | 26,4 08.11.15  | 19,7 17.12.15 | 39,7 2012 |
| Précipitations (mm)                   | 73,4           | 65,8           | 67,2          | 87,2          | 91,2          | 85,9          | 76,5          | 76              | 77,2          | 73,4            | 83,9           | 81,4          | 939,1     |

## Urbanisme

### Typologie
Au 1er janvier 2024, Aubusson est catégorisée bourg rural, selon la nouvelle grille communale de densité à 7 niveaux définie par l'Insee en 2022.
Elle appartient à l'unité urbaine d'Aubusson, une unité urbaine monocommunale constituant une ville isolée,. Par ailleurs la commune fait partie de l'aire d'attraction d'Aubusson, dont elle est la commune-centre,. Cette aire, qui regroupe 34 communes, est catégorisée dans les aires de moins de 50 000 habitants,.

### Occupation des sols
L'occupation des sols de la commune, telle qu'elle ressort de la base de données européenne d’occupation biophysique des sols Corine Land Cover (CLC), est marquée par l'importance des territoires agricoles (46,3 % en 2018), une proportion sensiblement équivalente à celle de 1990 (46,1 %). La répartition détaillée en 2018 est la suivante : 
forêts (41,6 %), prairies (38,3 %), zones urbanisées (12,1 %), zones agricoles hétérogènes (4,6 %), terres arables (3,3 %). L'évolution de l’occupation des sols de la commune et de ses infrastructures peut être observée sur les différentes représentations cartographiques du territoire : la carte de Cassini (XVIIIe siècle), la carte d'état-major (1820-1866) et les cartes ou photos aériennes de l'IGN pour la période actuelle (1950 à aujourd'hui).

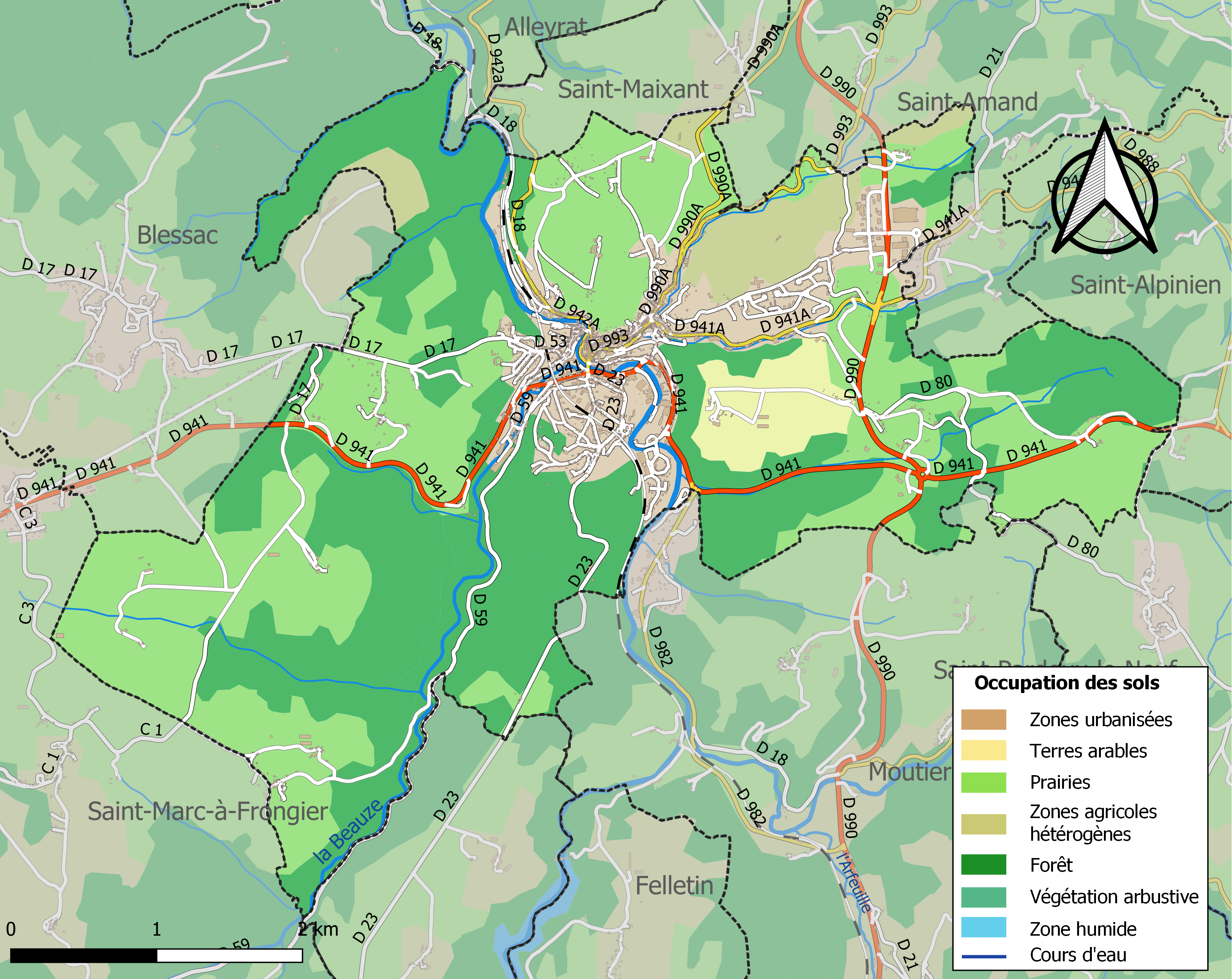
Carte des infrastructures et de l'occupation des sols de la commune en 2018 (CLC).

### Voies de communication et transports

#### Voies routières
- D 18 vers Alleyrat
- D 21 vers Saint-Amand.
- D 941 vers Saint-Michel de Veisse.
- D 982 vers Moutier-Roseille et Felletin.

#### Transport routier
- Réseau TransCreuse

#### Transport ferroviaire
- Gare d'Aubusson

#### Transport aérien
Les aéroports ou aérodromes les plus proches sont :
- aérodrome de Montluçon Guéret,
- aéroport de Limoges-Bellegarde,
- aéroport de Clermont-Ferrand-Auvergne.

### Risques naturels et technologiques
Le territoire de la commune d'Aubusson est vulnérable à différents aléas naturels : météorologiques (tempête, orage, neige, grand froid, canicule ou sécheresse), inondations et séisme (sismicité faible). Il est également exposé à un risque technologique, la rupture d'un barrage, et à un risque particulier : le risque de radon. Un site publié par le BRGM permet d'évaluer simplement et rapidement les risques d'un bien localisé soit par son adresse soit par le numéro de sa parcelle.

#### Risques naturels
Certaines parties du territoire communal sont susceptibles d’être affectées par le risque d’inondation par débordement de cours d'eau, notamment la Creuse et la Beauze. La commune a été reconnue en état de catastrophe naturelle au titre des dommages causés par les inondations et coulées de boue survenues en 1982, 1994 et 1999,.

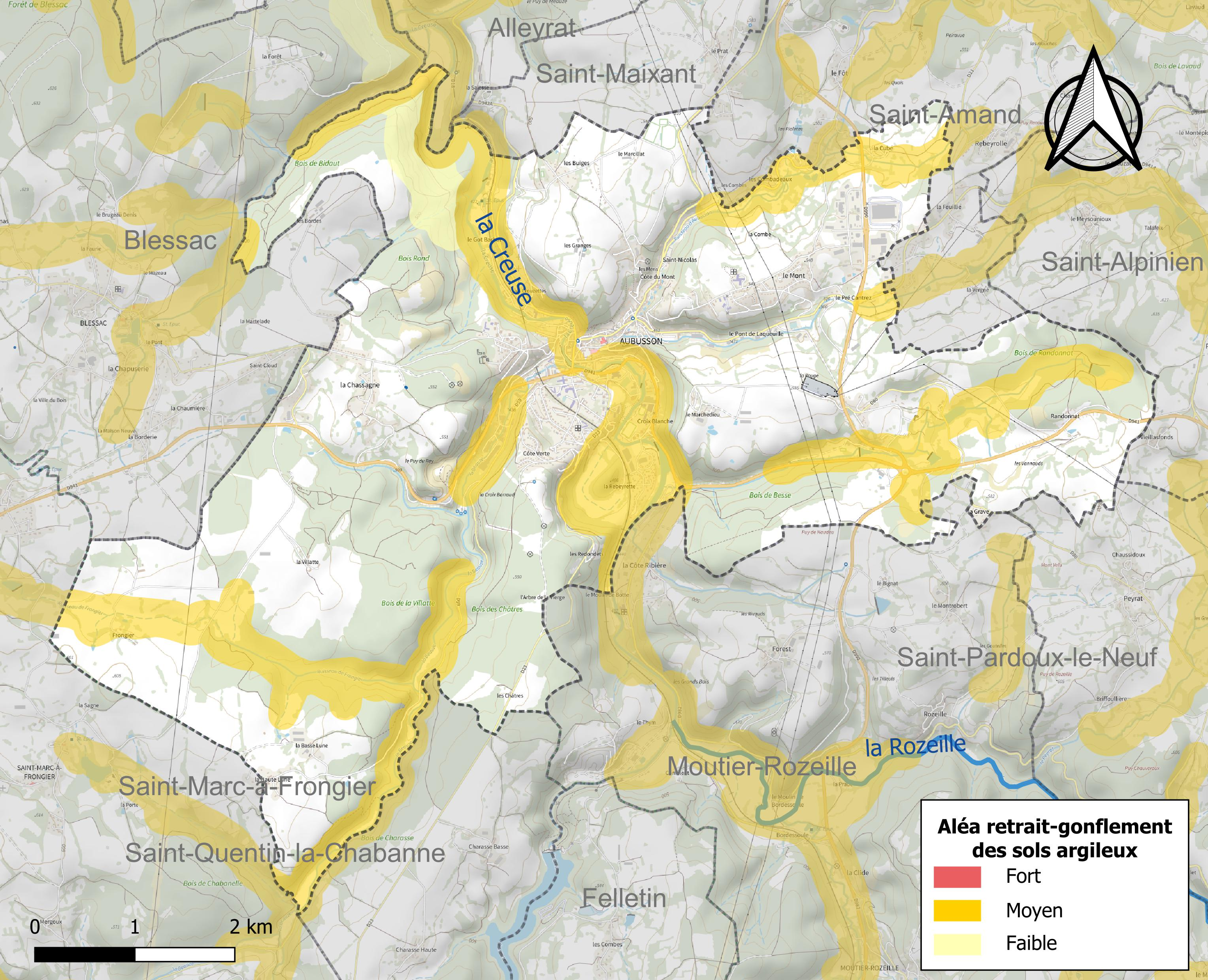
Carte des zones d'aléa retrait-gonflement des sols argileux d'Aubusson.

Le retrait-gonflement des sols argileux est susceptible d'engendrer des dommages importants aux bâtiments en cas d’alternance de périodes de sécheresse et de pluie. 24,3 % de la superficie communale est en aléa moyen ou fort (33,6 % au niveau départemental et 48,5 % au niveau national). Sur les 1 276 bâtiments dénombrés sur la commune en 2019, 386 sont en aléa moyen ou fort, soit 30 %, à comparer aux 25 % au niveau départemental et 54 % au niveau national. Une cartographie de l'exposition du territoire national au retrait gonflement des sols argileux est disponible sur le site du BRGM,.
Par ailleurs, afin de mieux appréhender le risque d’affaissement de terrain, l'inventaire national des cavités souterraines permet de localiser celles situées sur la commune.
Concernant les mouvements de terrains, la commune a été reconnue en état de catastrophe naturelle au titre des dommages causés par des mouvements de terrain en 1999.

#### Risques technologiques
La commune est en outre située en aval du  barrage de Confolent, un ouvrage sur la Creuse de classe A soumis à PPI, disposant d'une retenue de 4,7 millions de mètres cubes. À ce titre elle est susceptible d’être touchée par l’onde de submersion consécutive à la rupture de cet ouvrage.

#### Risque sismique
Commune située dans une zone 2 de sismicité faible.

#### Risque particulier
Dans plusieurs parties du territoire national, le radon, accumulé dans certains logements ou autres locaux, peut constituer une source significative d’exposition de la population aux rayonnements ionisants. Certaines communes du département sont concernées par le risque radon à un niveau plus ou moins élevé. Selon la classification de 2018, la commune d'Aubusson est classée en zone 3, à savoir zone à potentiel radon significatif.

## Toponymie
Le nom de la ville est attesté comme adjectif Albusiensis en 936 et comme substantif Albuzo en 1048. La base est donc *Albucio. Ce nom était Aubussó en occitan, voir aussi Le Buçon.
Pour Albert Dauzat, repris par Ernest Nègre, ce serait un nom d'homme latin Albucius muni du suffixe latin -onem. Selon Marcel Villoutreix, il s'agit d'un anthroponyme pris absolument : Albucius. Pour Pierre-Henri Billy, il s'agirait plutôt de l'appellatif gaulois albuca, « terre argileuse », muni du suffixe -ione. Robert Petit y voit « probablement un toponyme d'origine celtique qui voudrait dire "lieu escarpé" ».

## Histoire
Le site actuel de la capitale creusoise de la tapisserie est habité au moins depuis la période gallo-romaine. Toutefois, sur le territoire de la commune, le Camp des Châtres, longtemps considéré comme un ancien camp romain, s'est révélé remonter à l'époque gauloise (âge du fer). D’une superficie de 15 hectares, c’est le deuxième plus grand oppidum des Lémovices après l’oppidum de Villejoubert sur la commune de Saint-Denis-des-Murs. Il contrôle un ancien cheminement désigné sur la carte de Cassini sous le nom de chemin de Moriac. Son itinéraire conduit en Auvergne méridionale et dessert au sud d'Ussel (Corrèze) l'enceinte du Charlat qui contrôle son passage sur la Diège, affluent de la Dordogne.
De la fin du IXe au XIIIe siècle, le patronyme d'Aubusson est celui des vicomtes d'Aubusson, l'une des branches de la Maison de Limoges. Au XIIIe siècle, la vicomté d'Aubusson passe entre les mains de la Maison de Lusignan dont étaient issus les comtes de la Marche. À partir du XVIe siècle, des membres de la famille royale portent le titre de Comte de la Marche.
Depuis le Moyen Âge, beaucoup d'hommes venant de toutes les communes du département vont tous les ans dans les grandes villes, sur les chantiers de bâtiments, pour se faire embaucher comme maçon, charpentier, couvreur... C'est ainsi que les maçons de la Creuse (terme récent, le département de la Creuse étant issu de la Révolution) deviennent bâtisseurs de cathédrales. En 1624, ils construisent la digue de La Rochelle. Au XIXe siècle, ils participent à la construction du Paris du baron Haussmann. Initialement temporaire de mars à novembre, l'émigration devint définitive : ainsi la Creuse perd la moitié de sa population entre 1850 et 1950. On retrouve dans le livre de Martin Nadaud, Mémoires de Léonard, la description de cet exode qui marqua fortement les modes de vie.
Une communauté protestante conséquente s'est organisée à Aubusson, pourvue d'un pasteur de 1563 à 1685. Elle a peut-être compté 800 des quelque 4 000 habitants de la ville. Le temple a été fermé définitivement quelques mois avant la Révocation de l'édit de Nantes. Plusieurs familles de tapissiers, comme les Mercier et les Barraband, se sont réfugiées et illustrées en Brandebourg. Léa Védrine a raconté les tribulations des protestants d'Aubusson.
Louis Godefroy, commandant Francs-tireurs et partisans, participe à la mise sur pied de plans d'ensemble organisant des opérations de résistance sur Aubusson.

### La tapisserie
La tapisserie est vraisemblablement importée à Aubusson depuis les Flandres au XIVe siècle. Elle atteint son apogée aux XVIe et XVIIe siècles, Colbert lui accordant le titre de Manufacture royale. La particularité de la rivière la Creuse, qui fixe naturellement les couleurs, permet à cet art de se développer. Mais à la révocation de l'édit de Nantes en 1685, un certain nombre de maîtres tapissiers protestants d'Aubusson s'exilent,.

### Budget et fiscalité 2021

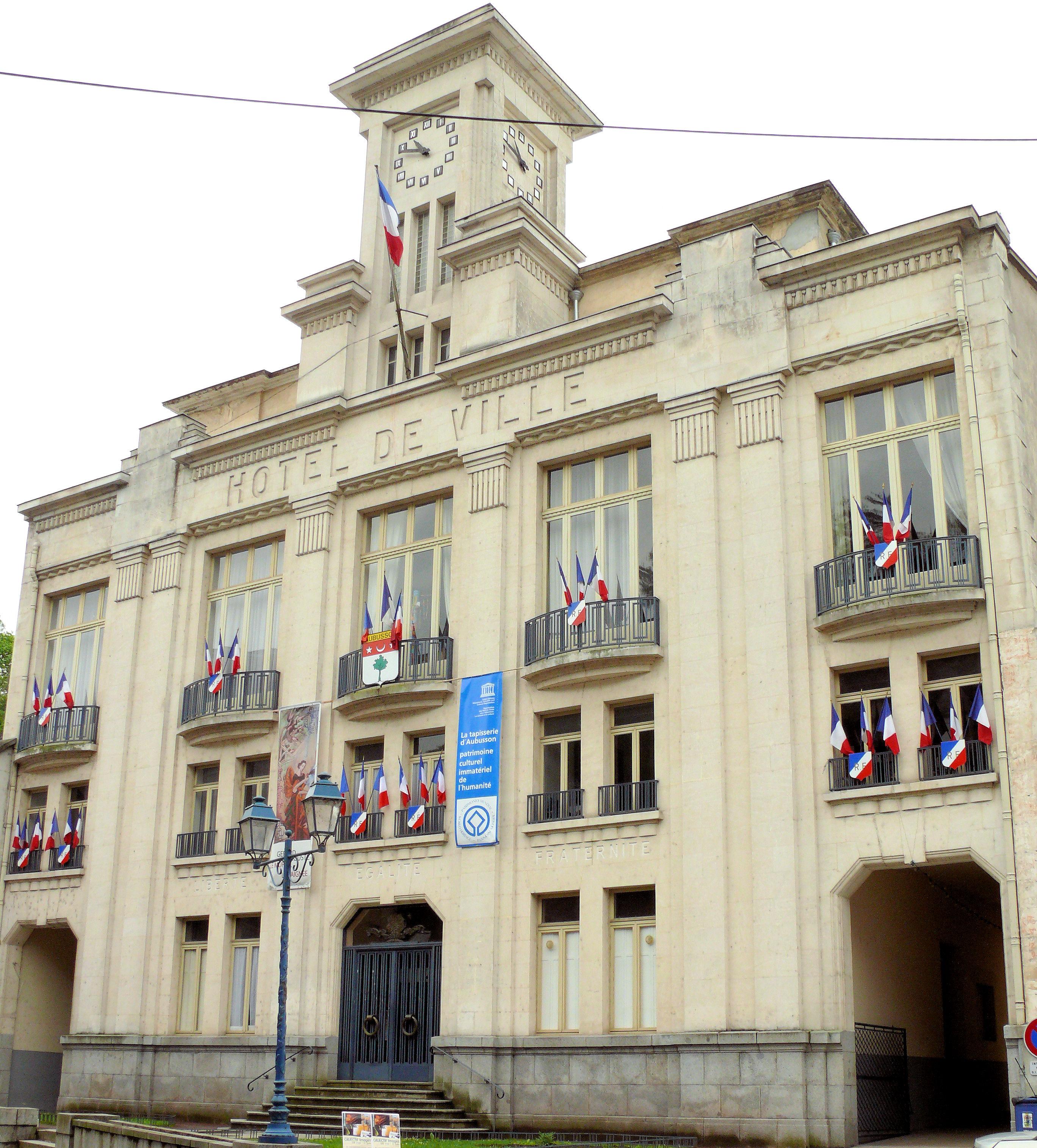
Hôtel de Ville (Mossot).

### Tapisserie et économie

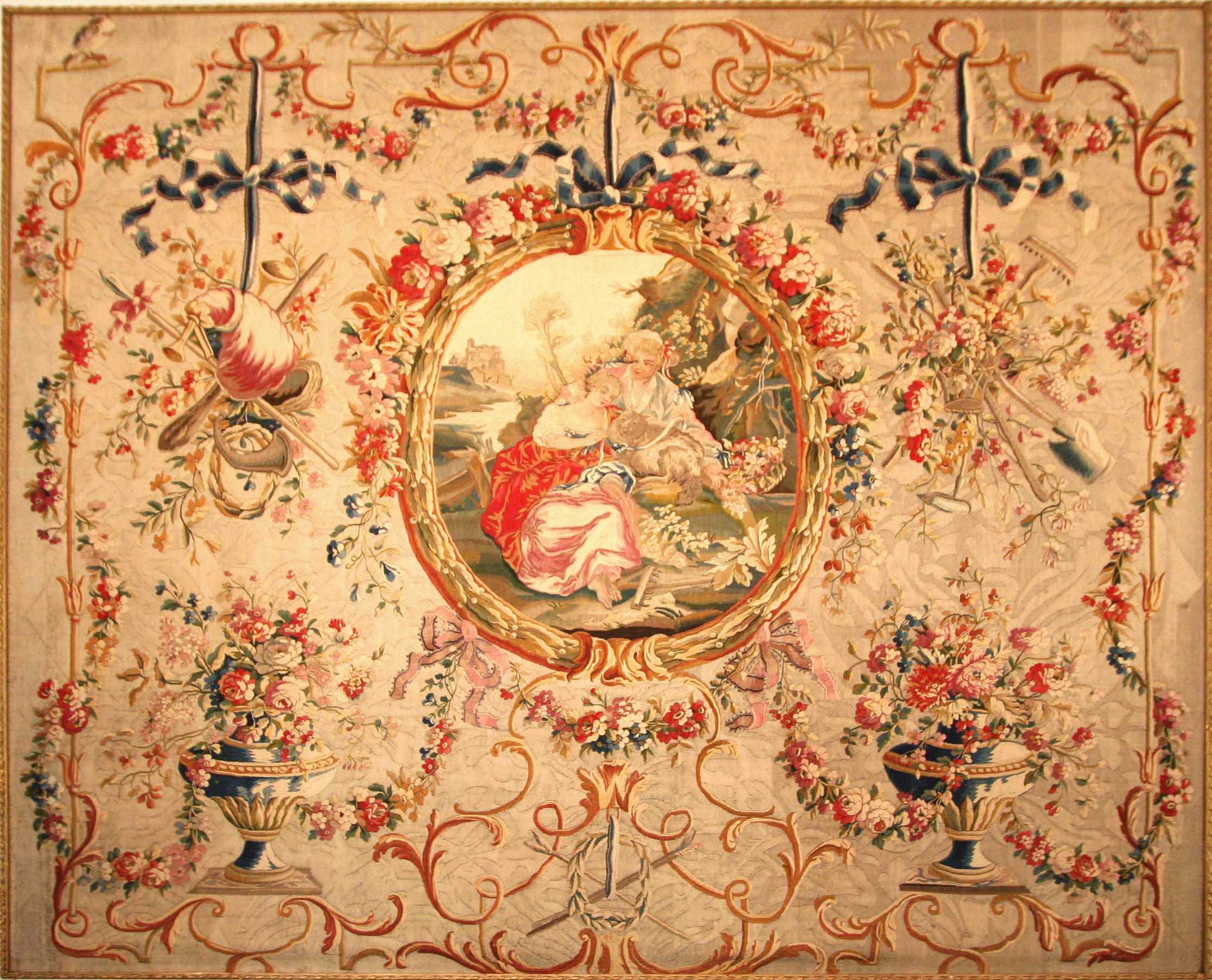
Tapisserie, vers 1786,
carton J.B. Huet, Musée Grobet-Labadié, Marseille.

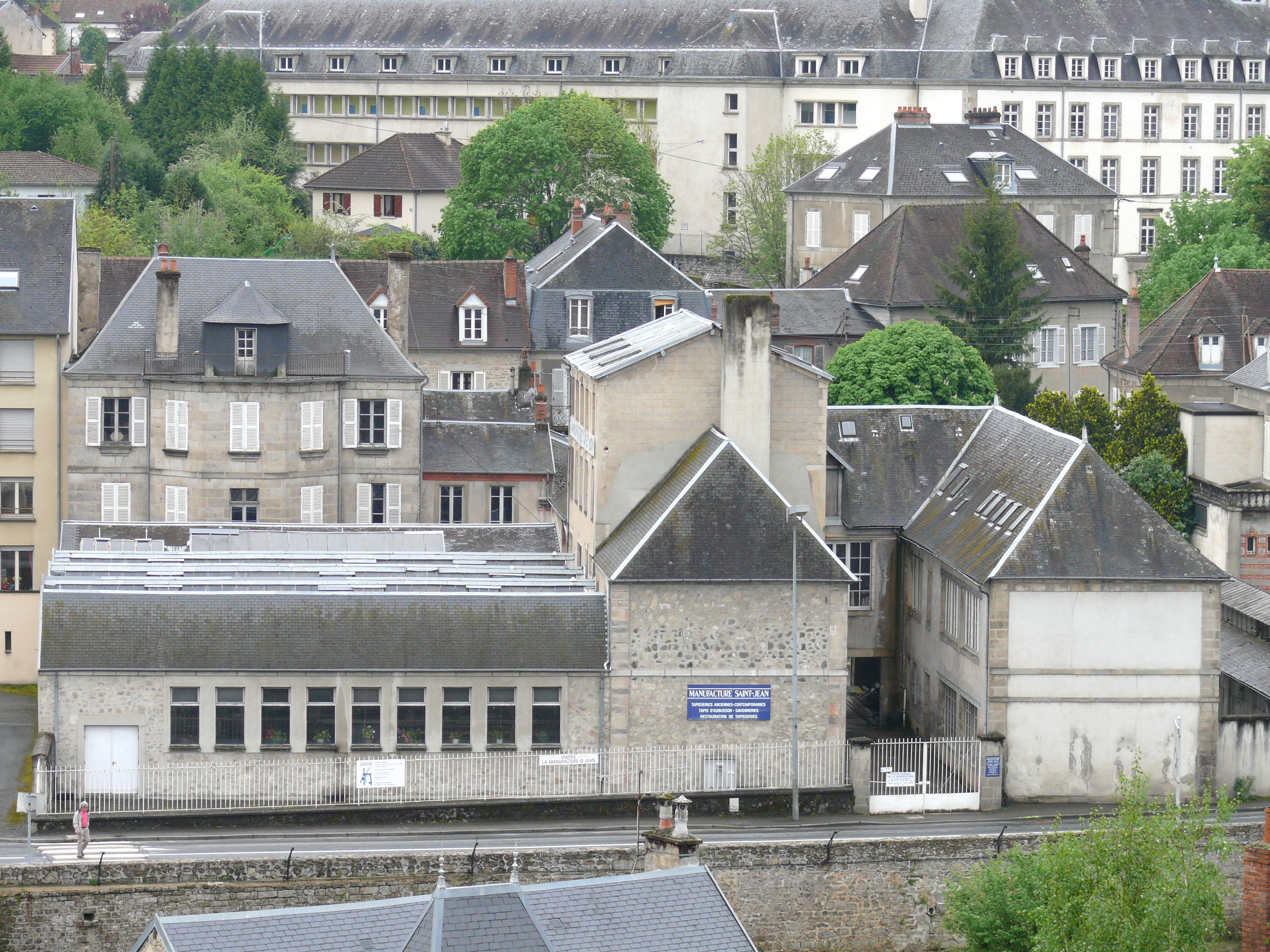
Manufacture Saint-Jean (Mossot).

### Lieux et monuments

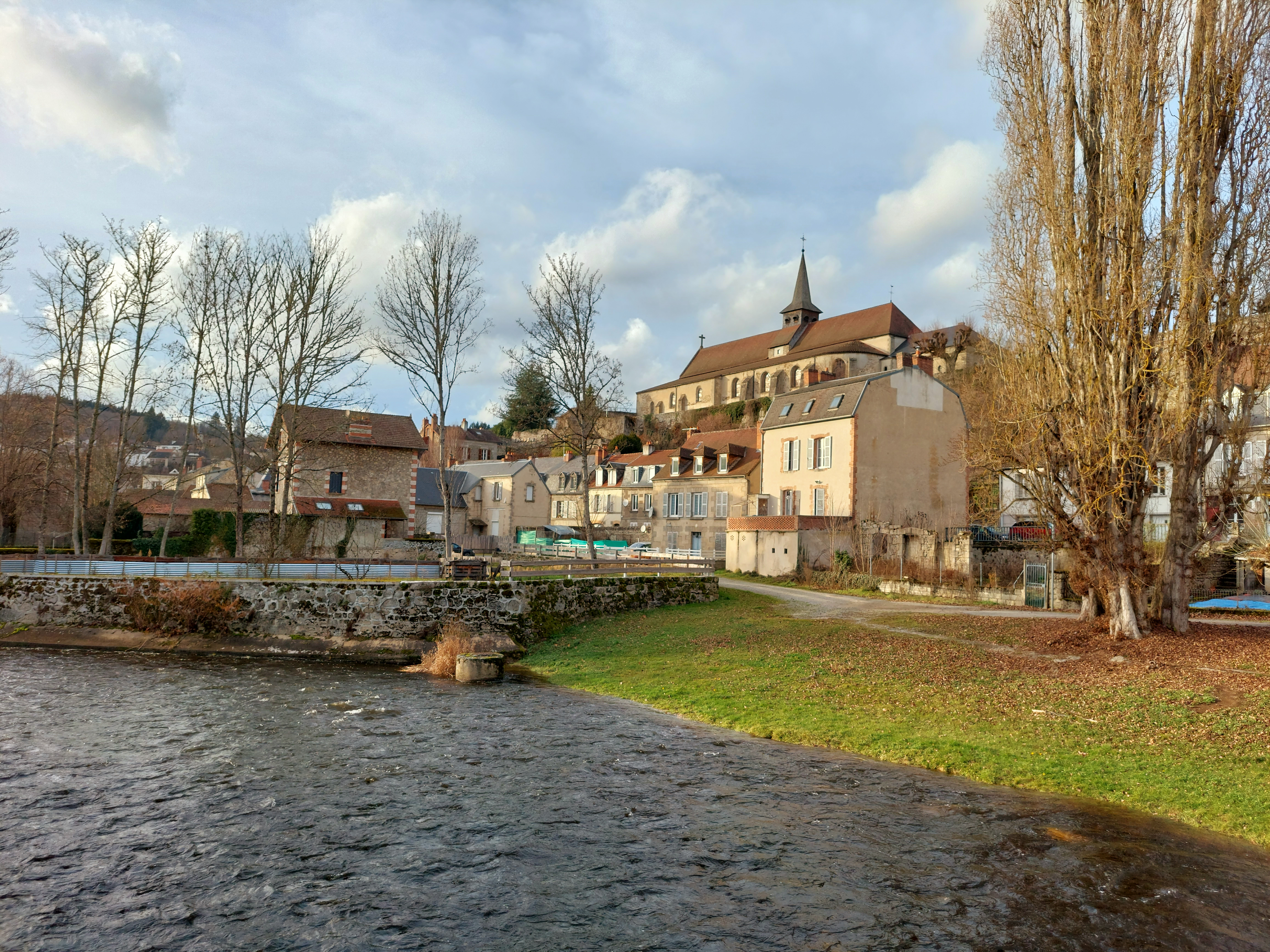
Dominant la Creuse, l'église Sainte-Croix
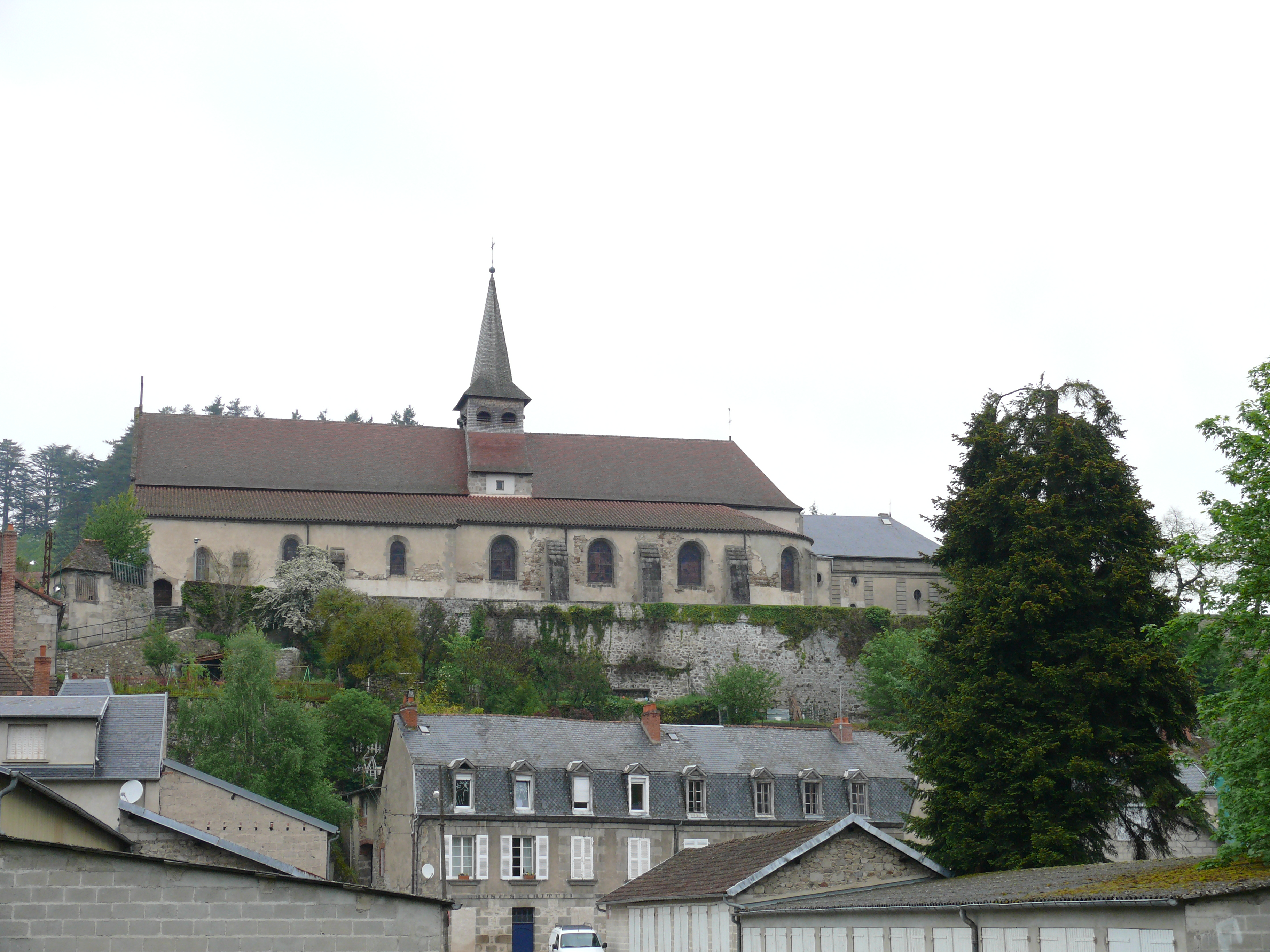
Église Sainte-Croix (Mossot)
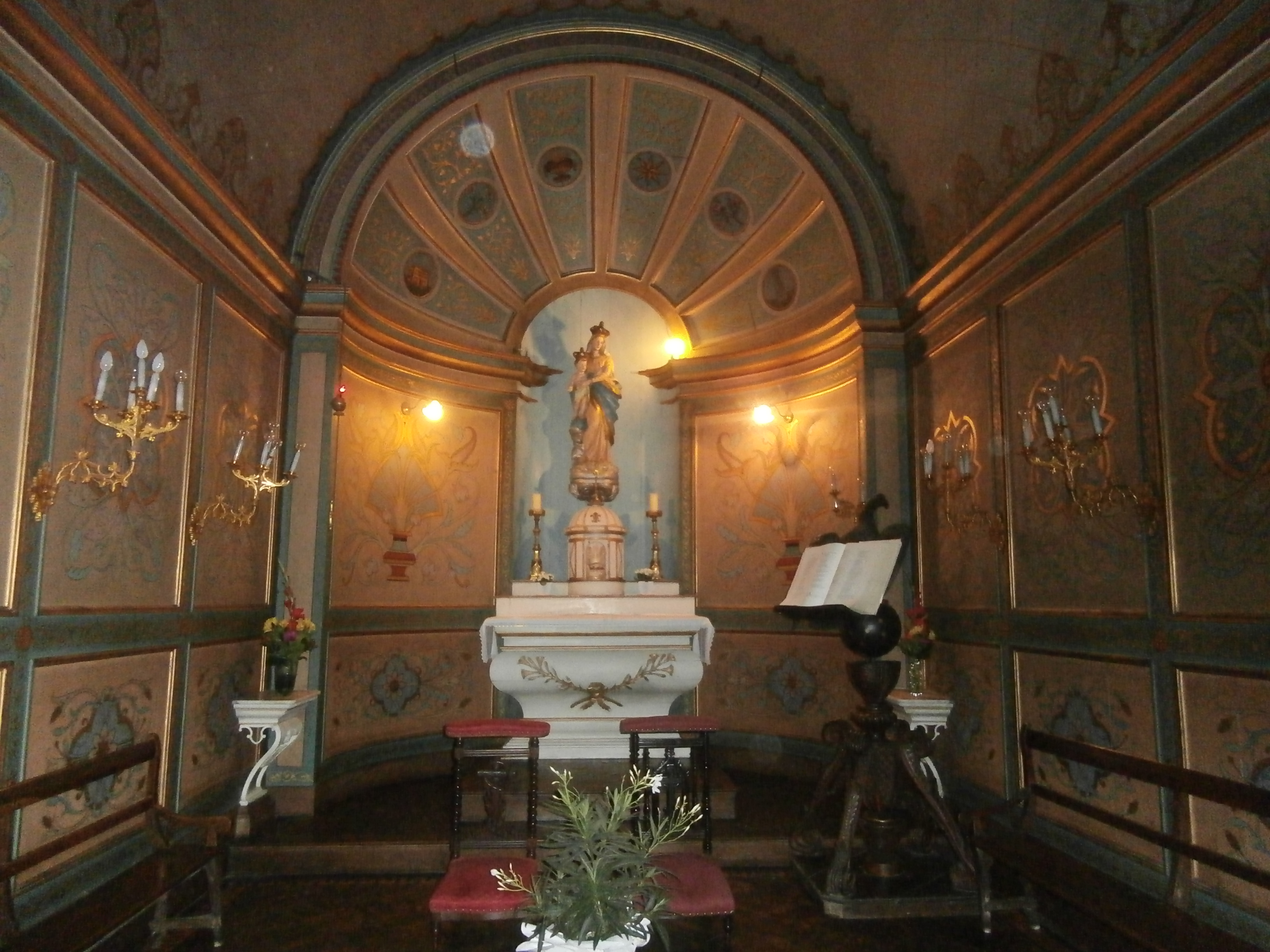
Autel central de l'église Sainte Croix
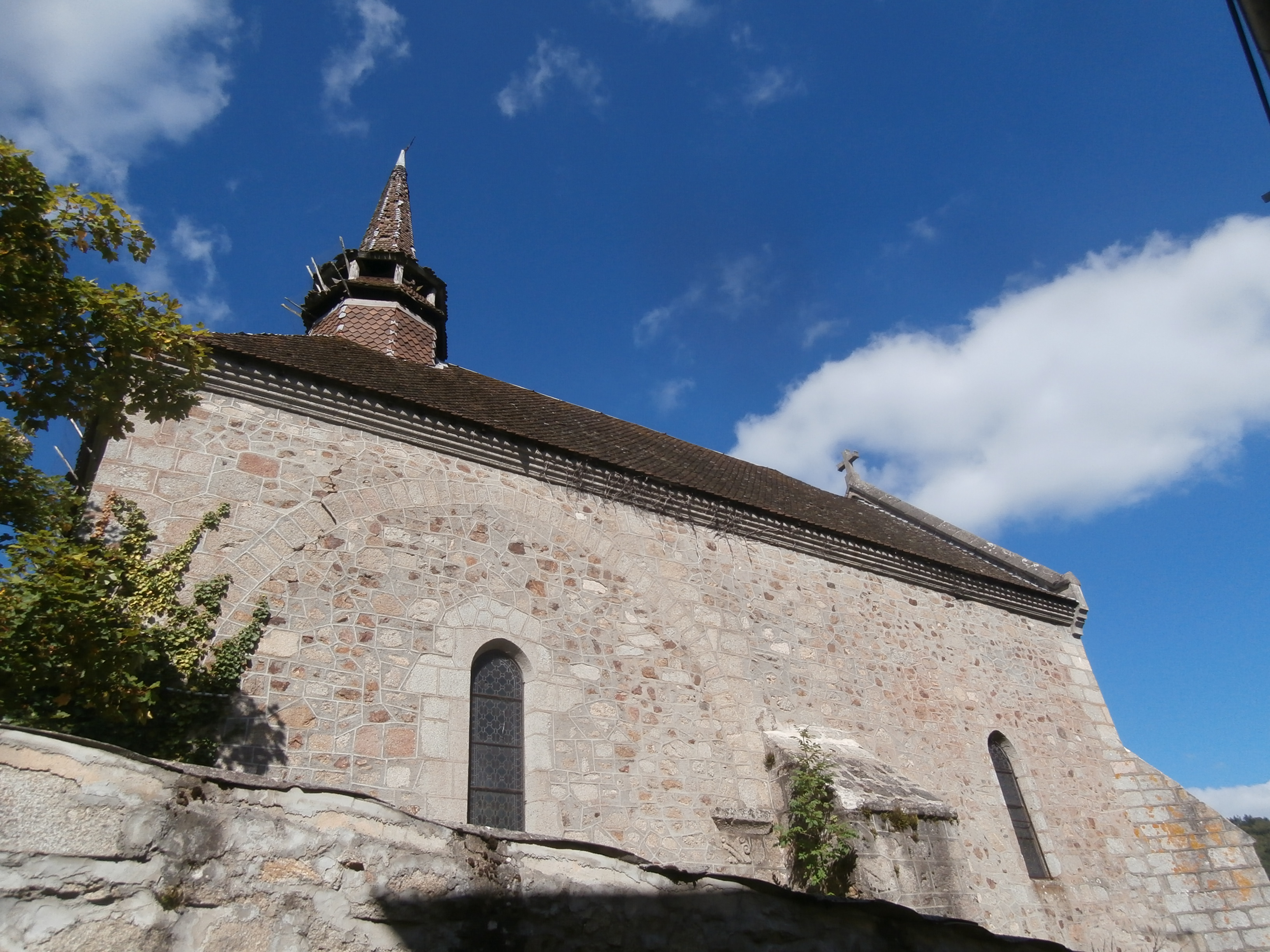
Église Saint-Jean de la Cour

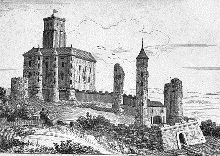
Le Chapitre, vers 1632
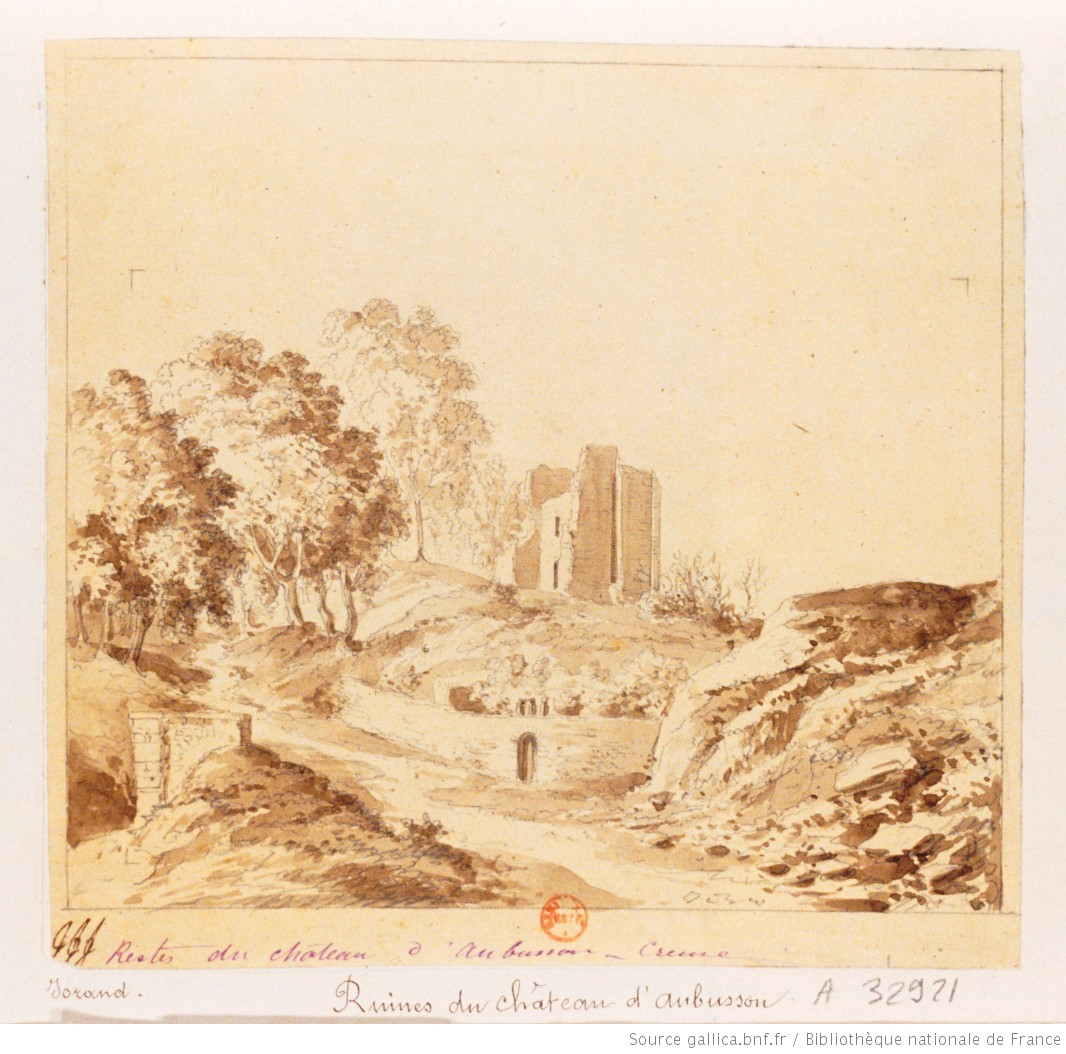
Restes du château d'Aubusson, par Jean-Baptiste-Joseph Jorand (vers 1820)
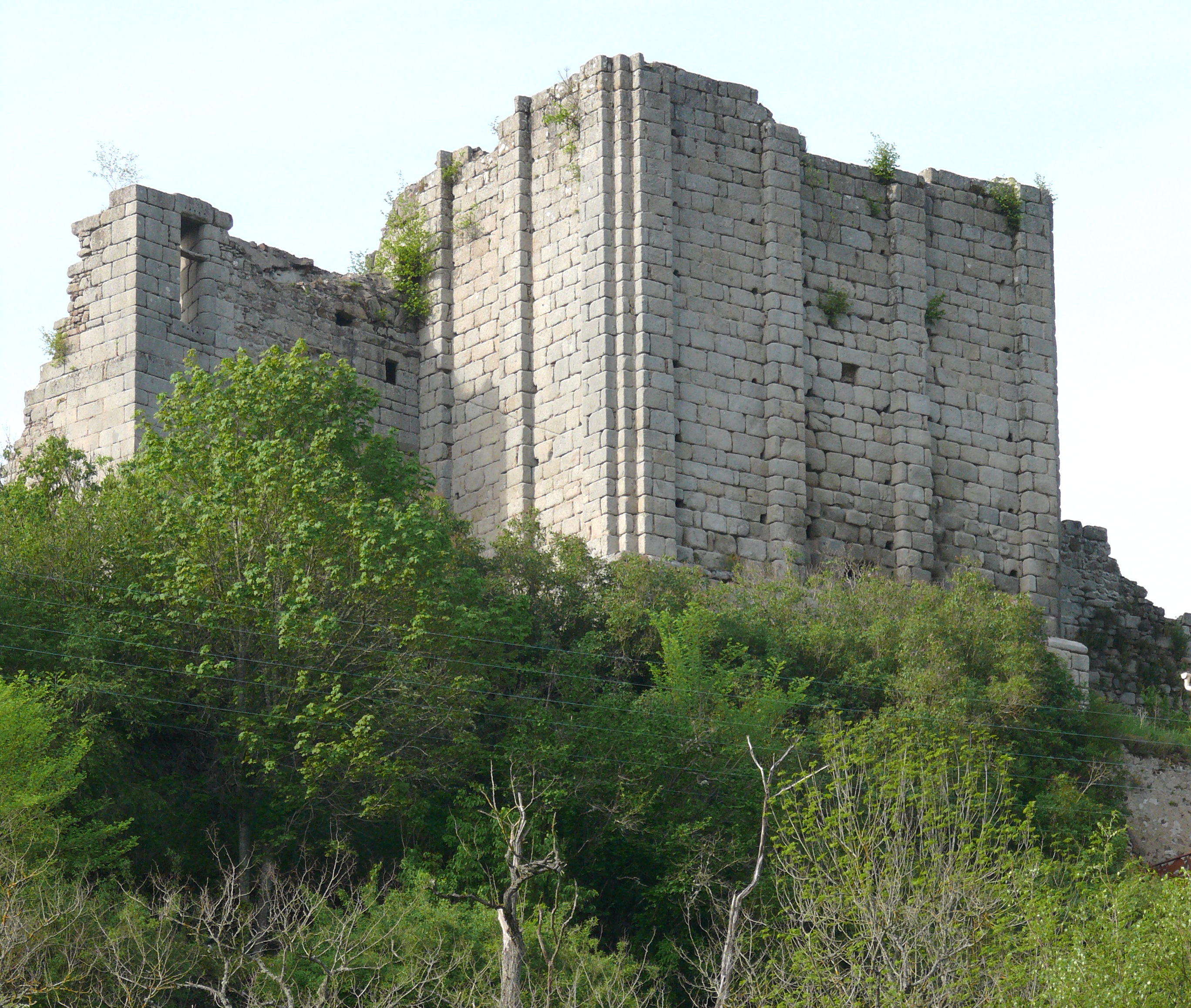
Château d'Aubusson
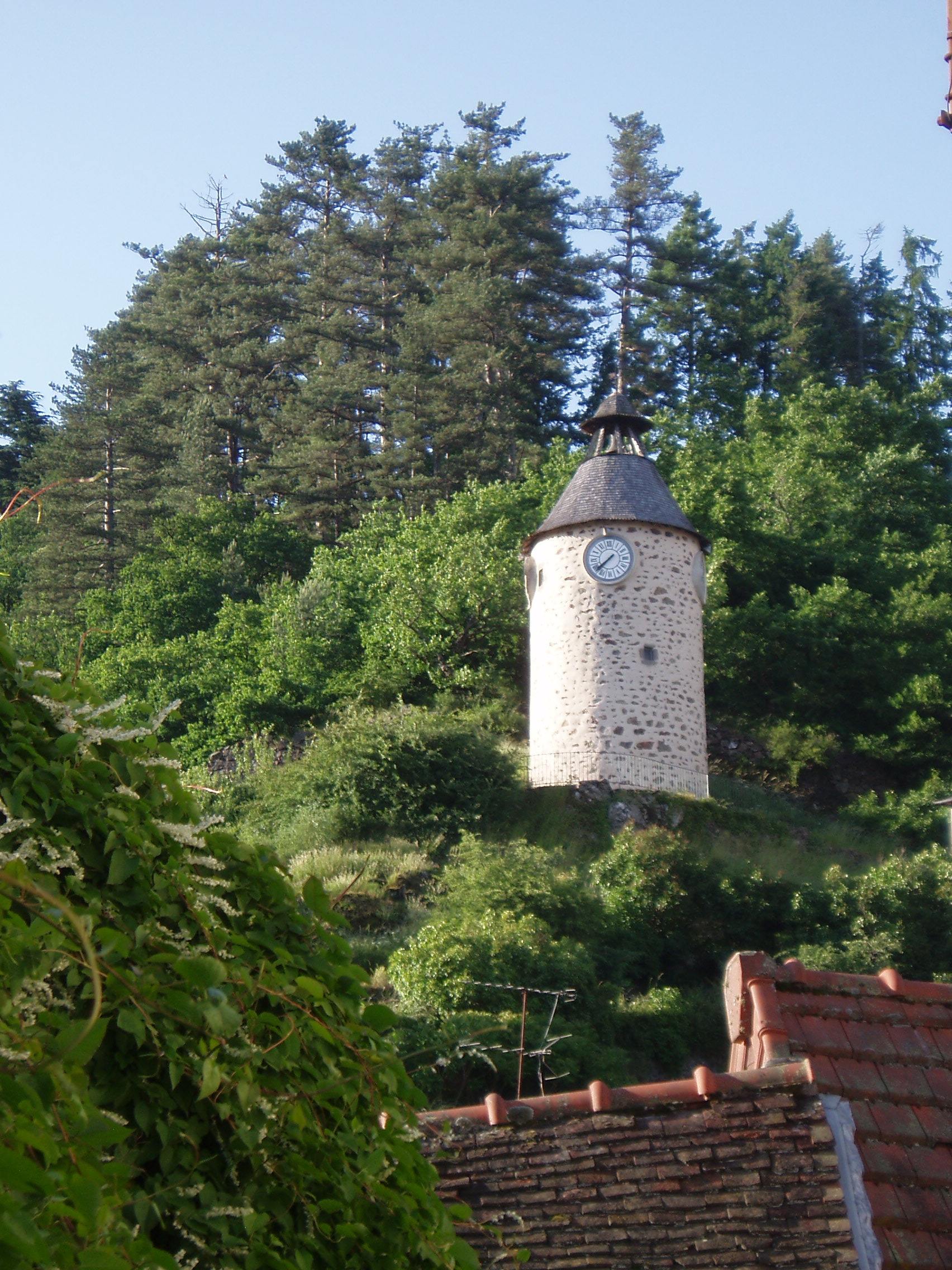
La tour de l'horloge
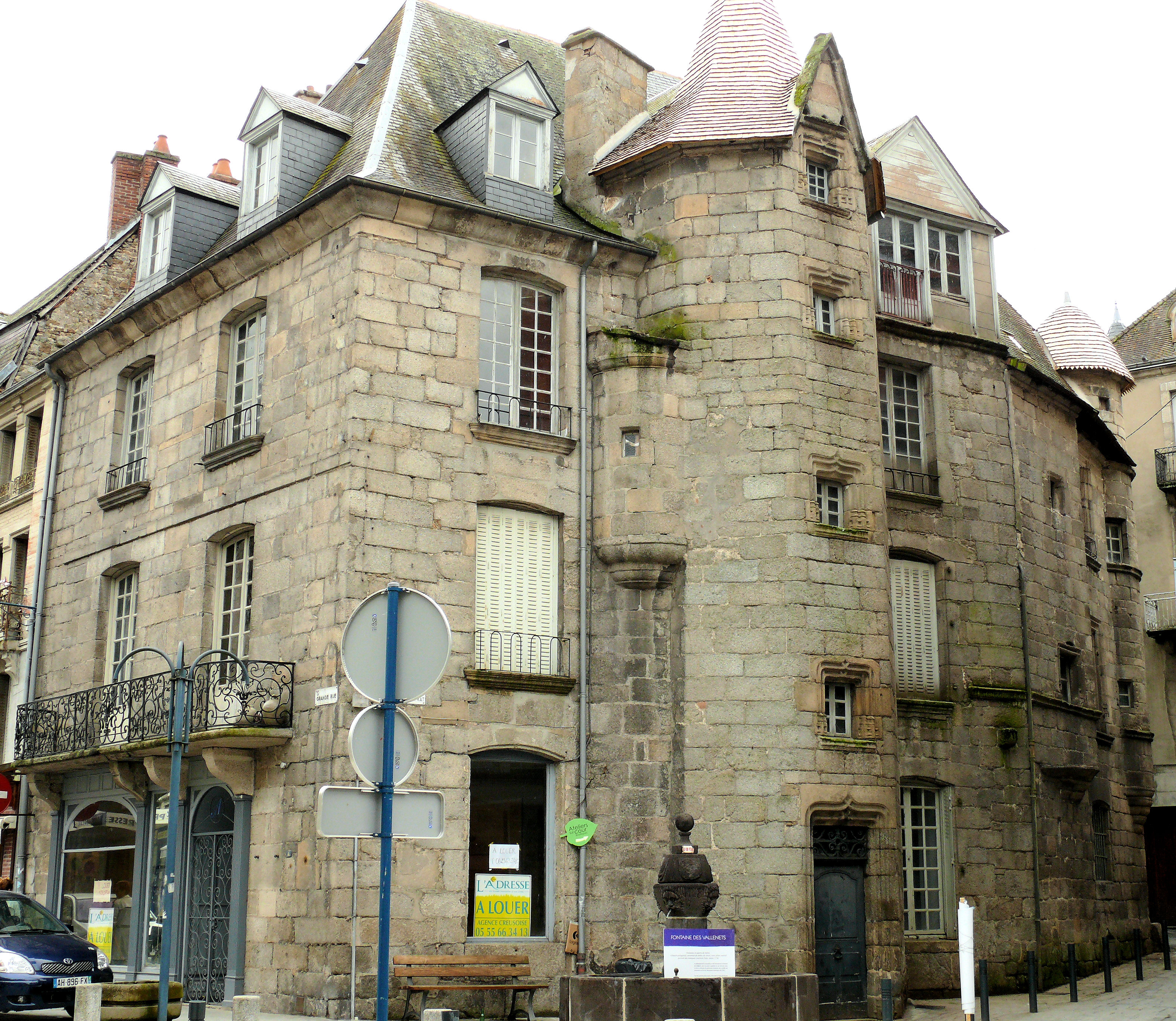
Maison des Vallenet (Mossot)
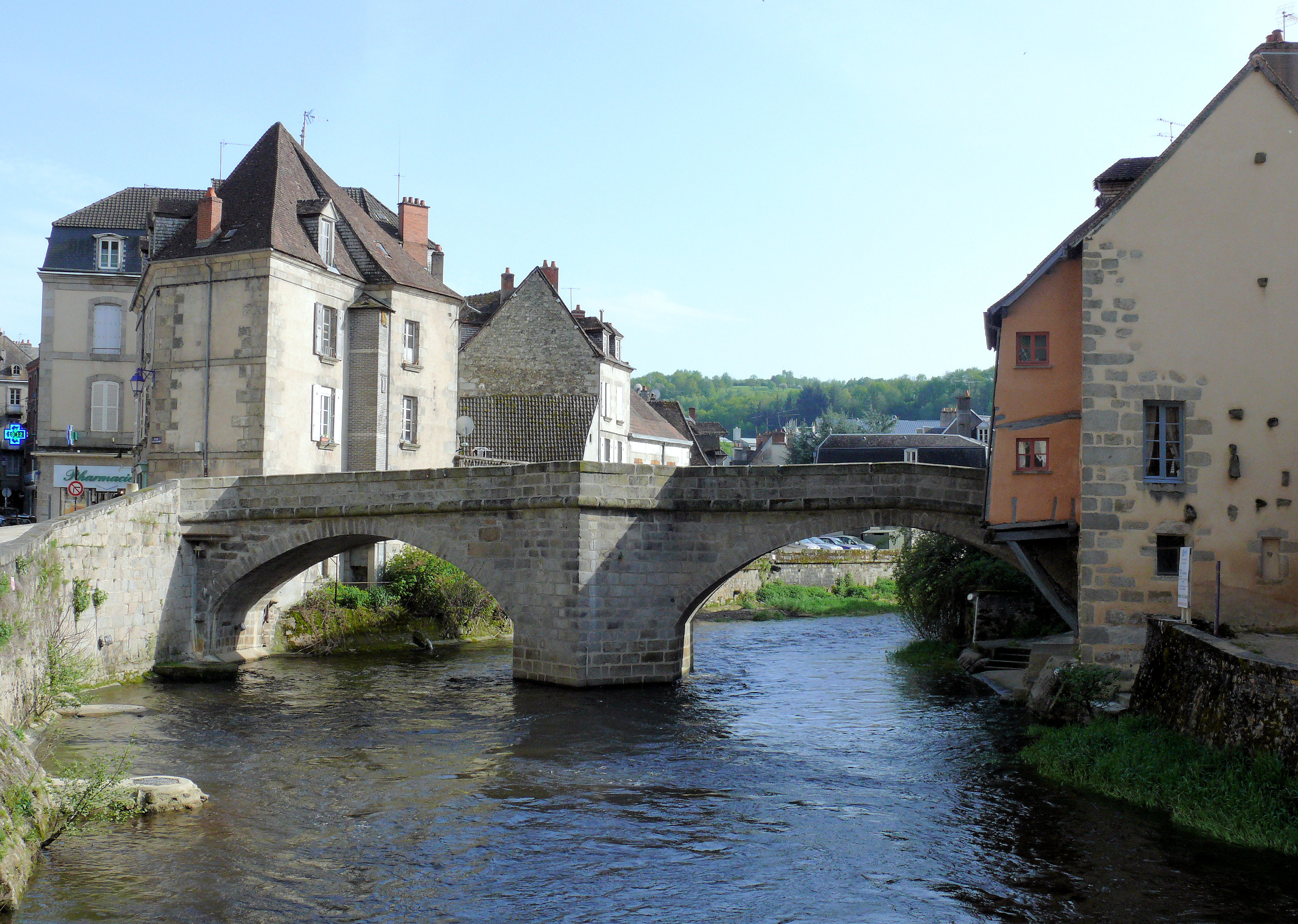
Pont de la Terrade (Mossot)
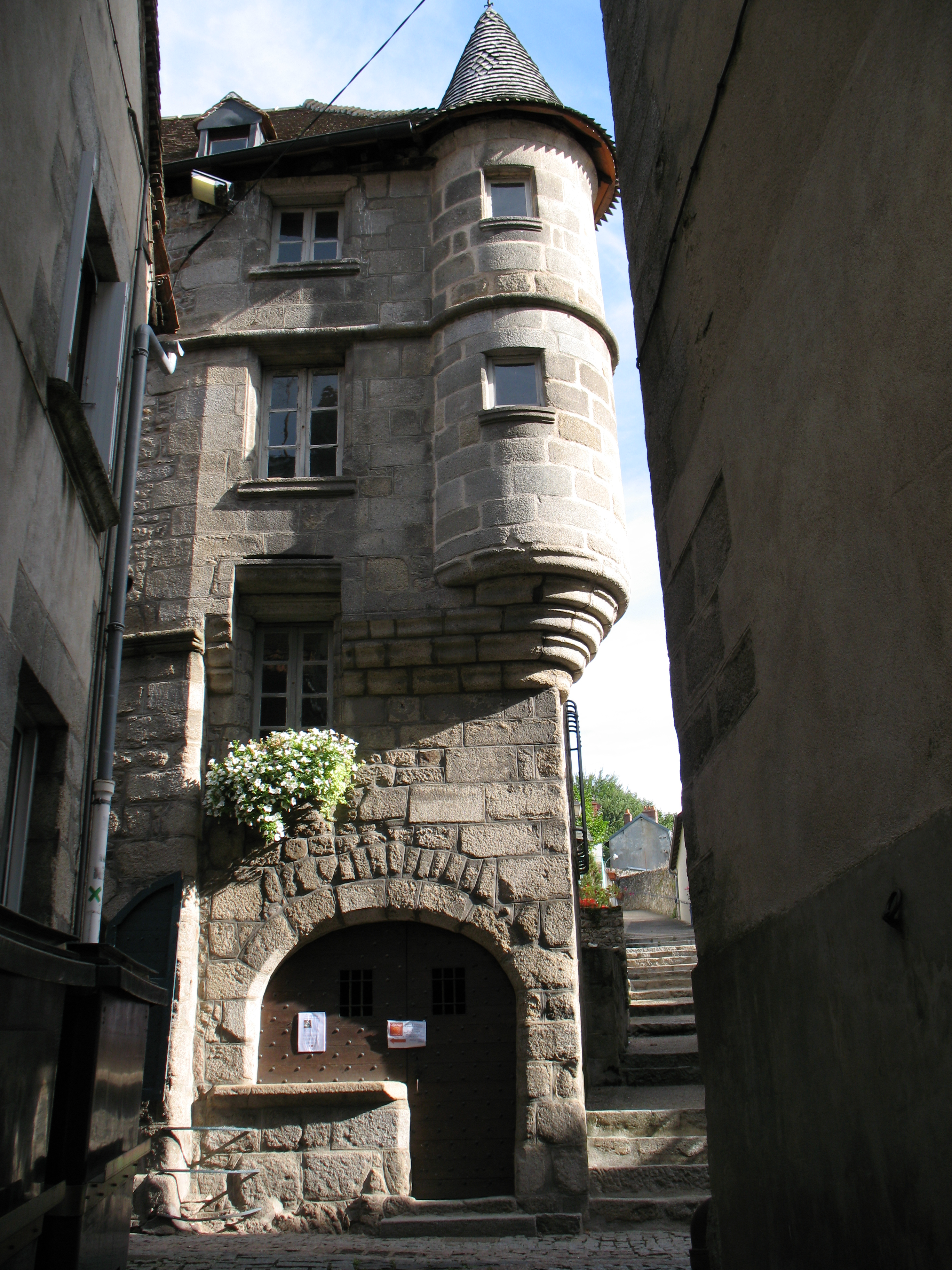
Maison du tapissier
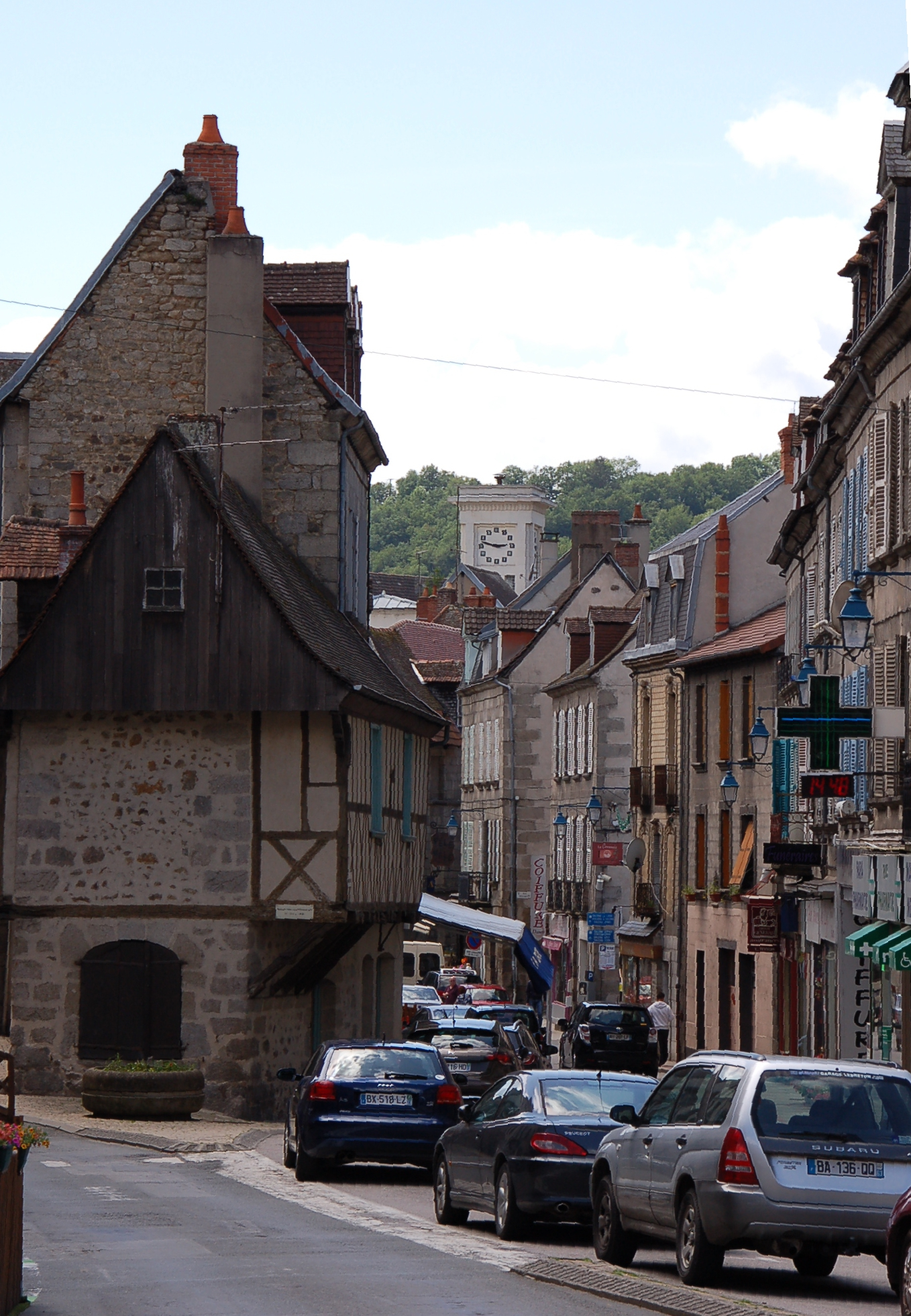
Grande rue (Dietrich)
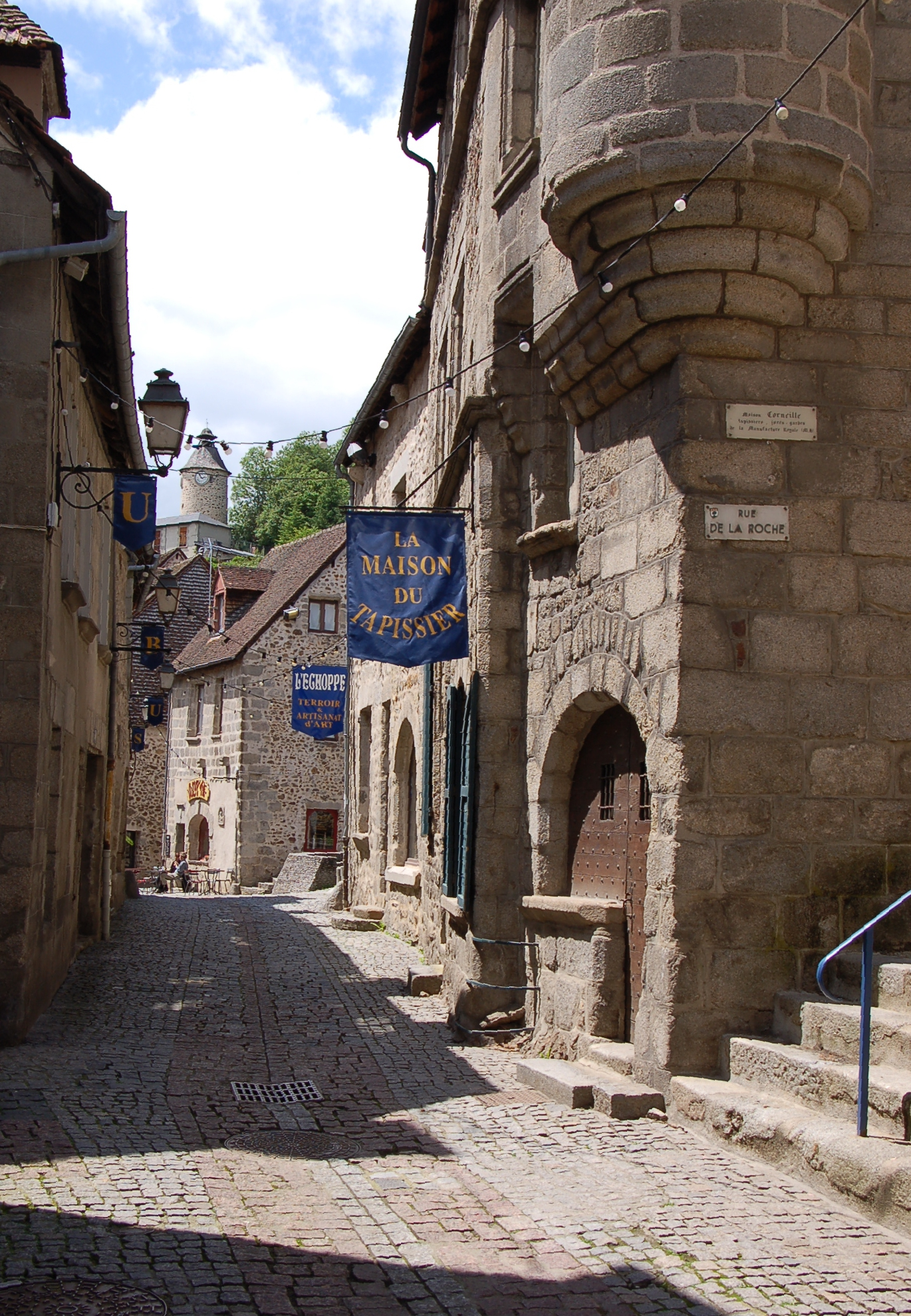
Rue Vieille
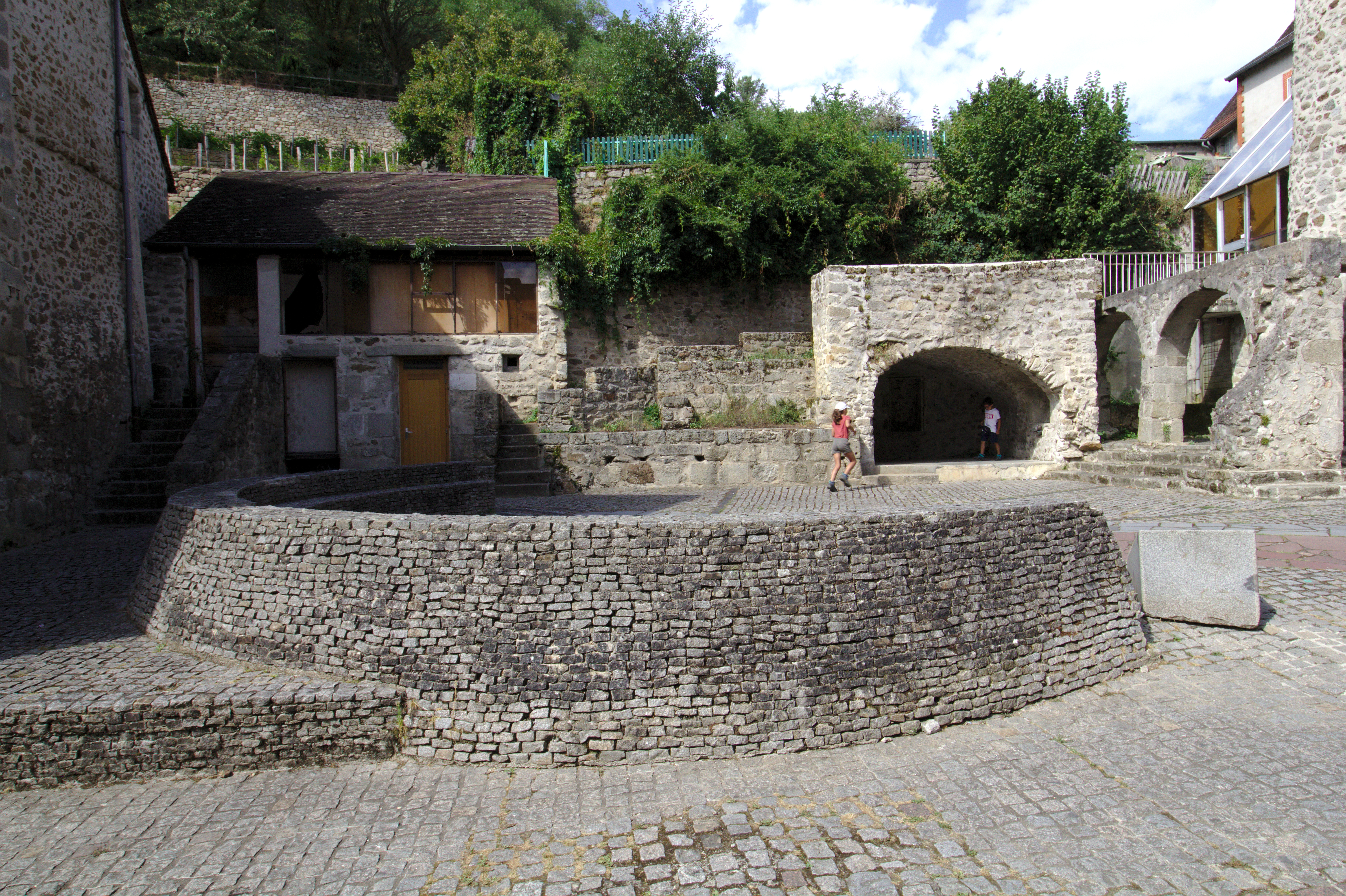
Place de l'Office du Tourisme d'Aubusson, rue Vieille
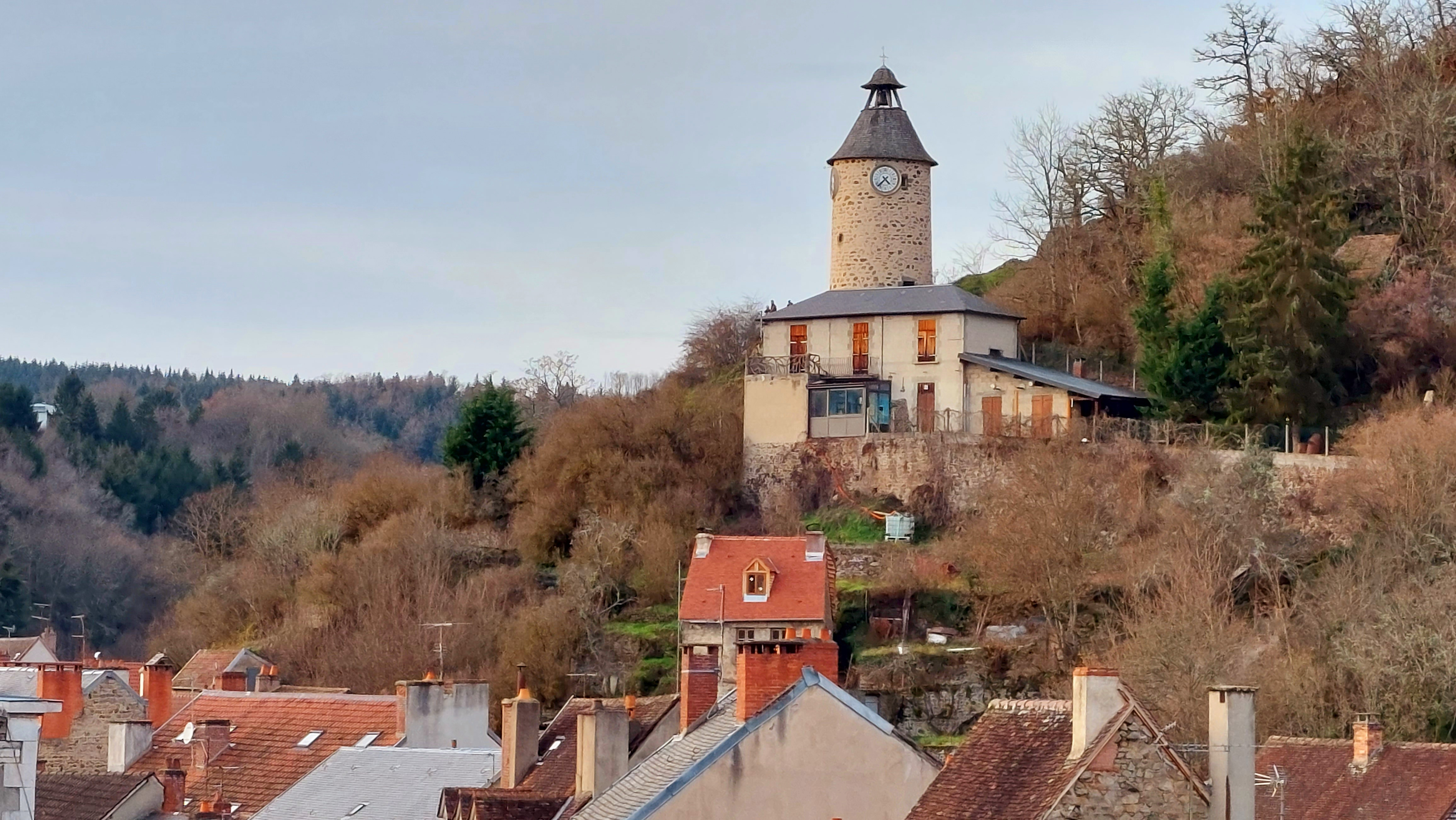
Tour de l'Horloge

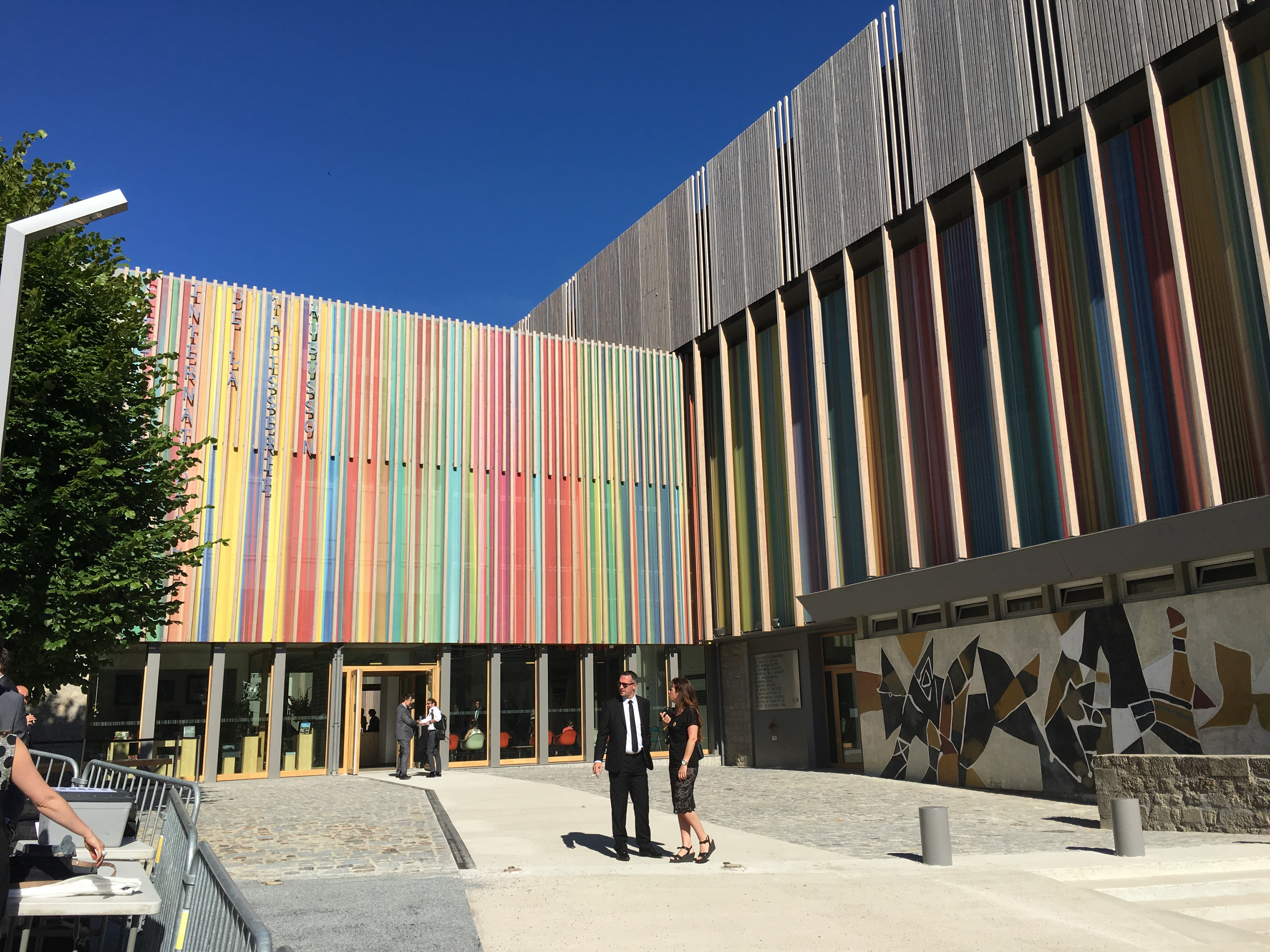
Bâtiment inauguré en 2016 accueillant la Cité internationale de la tapisserie.

### Personnalités liées à la commune

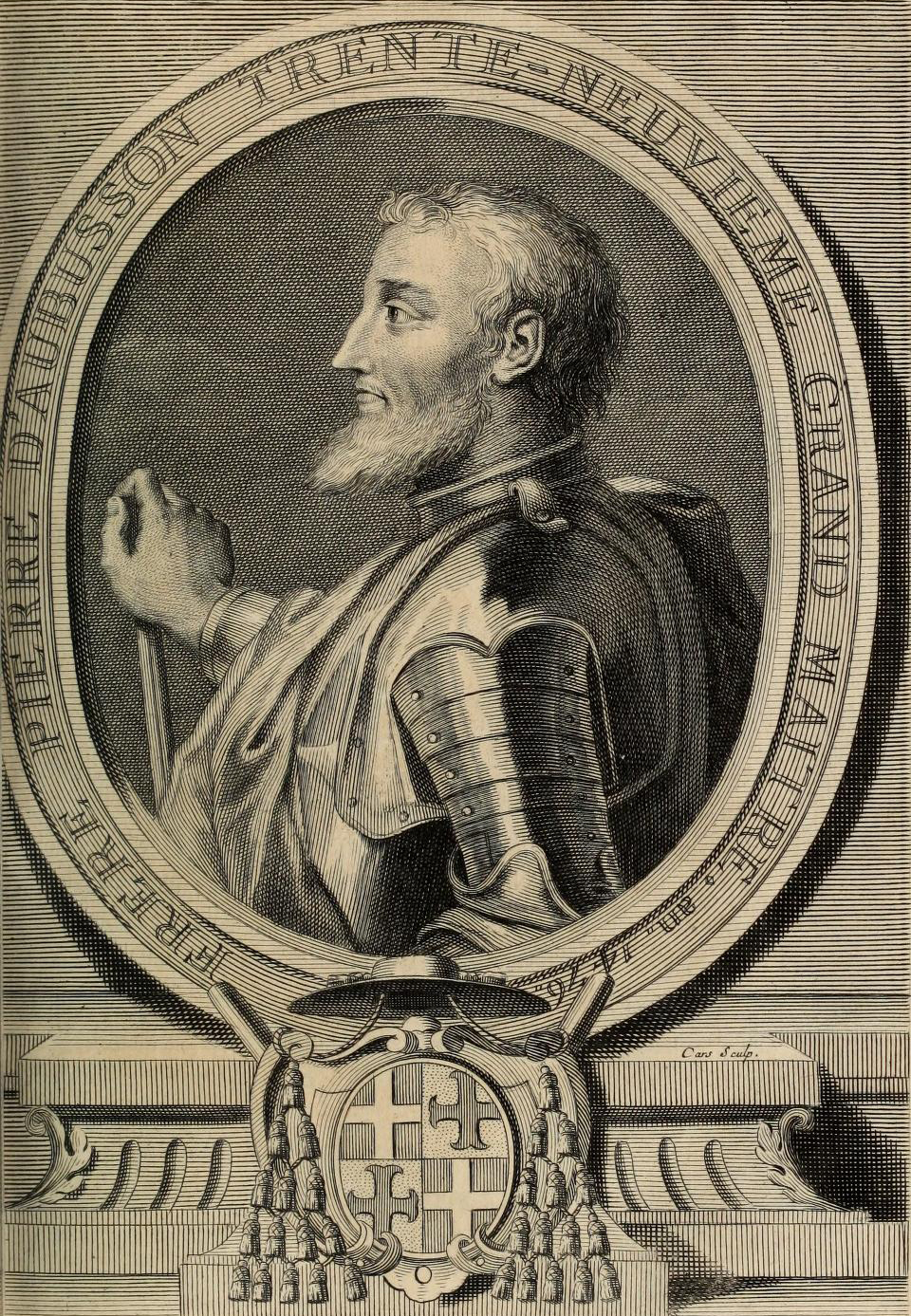
Pierre d'Aubusson.

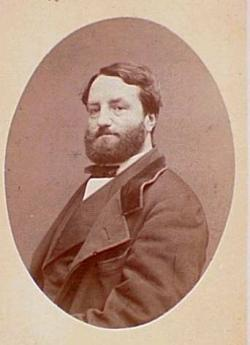
Alfred Assolant.